# 29 (EP)
29 è un EP della cantante statunitense Carly Pearce, pubblicato nel 2021.

## Tracce
1. Next Girl – 2:44 (Carly Pearce, Shane McAnally, Josh Osborne)
2. Should've Known Better – 3:01 (Pearce, Jordan Reynolds, Emily Shackleton)
3. 29 – 3:42 (Pearce, McAnally, Osborne)
4. Liability – 2:44 (Pearce, McAnally, Osborne)
5. Messy – 2:53 (Pearce, Sarah Buxton, Jimmy Robbins)
6. Show Me Around – 3:40 (Pearce, Shackleton, Ben West)
7. Day One – 3:30 (Pearce, McAnally, Osborne, Matthew Ramsey)

## Formazione
- Carly Pearce – voce, cori
- Dave Cohen – tastiera, piano, sintetizzatore
- Fred Eltringham – batteria, percussioni, programmazioni
- Jeneé Fleenor – fiddle
- Ryan Gore – programmazioni
- Evan Hutchings – batteria, percussioni
- Josh Matheny – dobro, steel guitar
- Rob McNelley – chitarra elettrica
- Josh Osborne – cori
- Jimmy Robbins – chitarra acustica, basso, tastiera, programmazioni
- Ilya Toshinsky – chitarra acustica, mandolino
- Derek Wells – banjo, chitarra elettrica, steel guitar, mandolino
- Craig Young – basso